# Dolnośląska Biblioteka Cyfrowa
Dolnośląska Biblioteka Cyfrowa (DBC) – biblioteka cyfrowa powstała w roku 2004 jako Biblioteka Cyfrowa Politechniki Wrocławskiej. W roku 2005 przekształciła się w Dolnośląską Bibliotekę Cyfrową z inicjatywy Politechniki Wrocławskiej i Zakładu Narodowego im. Ossolińskich. Celem powstania DBC jest nie tylko promowanie nauki, ale również kultury, poprzez zapewnienie powszechnego i swobodnego dostępu do wybranego dziedzictwa kulturowego. DBC udostępnia literaturę naukową, podręczniki, skrypty, czasopisma, muzykalia, stare druki i rękopisy zgromadzone w instytucjach przynależących do projektu. 
Uczestnikami projektu są biblioteki uczelni Wrocławia, Jeleniej Góry i Opola oraz Zakład Narodowy im. Ossolińskich. Umowę inicjującą oficjalne otwarcie projektu podpisano w Politechnice Wrocławskiej 20 grudnia 2006 roku.

## Członkowie Konsorcjum DBC
1. Politechnika Wrocławska (inicjator DBC)
2. Zakład Narodowy im. Ossolińskich (inicjator DBC)
3. Akademia Wychowania Fizycznego we Wrocławiu
4. Uniwersytet Ekonomiczny we Wrocławiu
5. Uniwersytet Przyrodniczy we Wrocławiu
6. Akademia Muzyczna im. Karola Lipińskiego we Wrocławiu
7. Karkonoska Państwowa Szkoła Wyższa w Jeleniej Górze
8. Papieski Wydział Teologiczny we Wrocławiu
9. Wyższa Szkoła Oficerska Wojsk Lądowych im. gen. Tadeusza Kościuszki
10. Uniwersytet Medyczny im. Piastów Śląskich we Wrocławiu
11. Akademia Sztuk Pięknych im. Eugeniusza Gepperta we Wrocławiu
12. Państwowa Wyższa Szkoła Teatralna we Wrocławiu
13. Dolnośląska Biblioteka Pedagogiczna
14. Politechnika Opolska
15. Wojewódzki Urząd Ochrony Zabytków
16. Państwowa Wyższa Szkoła Zawodowa im. Angelusa Silesiusa w Wałbrzychu
17. Państwowa Wyższa Szkoła Zawodowa w Nysie
18. Państwowa Wyższa Szkoła Zawodowa im. Witelona w Legnicy
19. Państwowa
Wyższa Szkoła Zawodowa w Głogowie
20. Państwowa Medyczna Wyższa Szkoła Zawodowa w Opolu
21. Opera Wrocławska